# Rekovac (općina)
Rekovac (općina) (srpski: Општина Рековац) je općina u Pomoravskom okrugu u Srbiji. Središte općine je grad Rekovac.

## Stanovništvo
Prema popisu stanovništva iz 2002. godine općina je imala 12.122 stanovnika, koji žive na 336 km², u 32 naselja.

### Naselja
Naselja u sastavu općine su: Bare, Belušić, Beočić, Bogalinac, Brajinovac, Velika Kruševica, Vukmanovac, Dobroselica, Dragovo, Županjevac, Kavadar, Kalenićki Prnjavor, Kaludra, Komarane, Lepojević, Lomnica, Loćika, Maleševo, Motrić, Nadrlje, Oparić, Prevešt, Rabenovac, Ratković, Rekovac, Sekurič, Sibnica, Siljevica, Tečić, Ursule, Cikot i Šljivica

## Značajne osobe
- Dragoslav Stepanović, nogometni trener

## Vanjske poveznice
- Službena stranica Općine Rekovac  Arhivirana inačica izvorne stranice od 13. prosinca 2012. (Wayback Machine)